# ميخائيل إم. سيرز
ميخائيل إم. سيرز (بالإنجليزية: Michael M. Sears)‏ هو راقص وشخصية أعمال ومهندس أمريكي، ولد في 16 يوليو 1947.

## وصلات خارجية
- ميخائيل إم. سيرز على موقع إن إن دي بي (الإنجليزية)